# مدحت السباعي
مدحت السباعي، هو مخرج مصري ( 25 أغسطس 1949 - 21 مايو 2014 ) أخرج بعض المسلسلات والأفلام وتزوج المنتجة ناهد فريد شوقي ابنة السينمائيون فريد شوقي وزوجته هدى سلطان وانفصل عنها بعد أن أنجبا ابنتهما ناهد الذي تعمل كممثلة وابنته الأخرى نجوى.
توفي في 21 مايو 2014 عن عمر 64 عامًا.
ومن المعروف أن مدحت السباعي هو ابن الشاعر عبد المنعم السباعي الذي تغنى بشعره كبار المطربين أمثال أم كلثوم وعبد الوهاب ونجاة وشادية.

## وصلات خارجية
- مدحت السباعي على موقع IMDb (الإنجليزية)
- مدحت السباعي على موقع الدهليز
- مدحت السباعي على موقع قاعدة بيانات الأفلام العربية